# Jérémy Lempin
Jérémy Lempin est un photographe militaire puis photographe documentaire indépendant français, né en 1983 dans le Pas-de-Calais.
Il est lauréat en 2021 d’un Istanbul Photo Award, d’un Pictures of the Year International Award, d’un World Press Photo et du Visa d’or Magazine.

## Biographie
Jérémy Lempin est né dans le Pas-de-Calais en 1983. Il passe sa jeunesse à Vermelles. Son père est ouvrier en mécanique et sa mère aide-soignante en réanimation.
Adolescent, il est impressionné par les images de Robert Capa prises lors du débarquement en Normandie et veut devenir photographe de guerre.
Après avoir effectué un stage photo à Lens à La Voix du Nord, il passe un CAP et un bac professionnel au lycée des métiers d’Orthez,

### Photographe militaire
Jérémy Lempin s’engage à 24 ans dans la Marine nationale, en tant que photographe et chargé de communication à bord du porte-avions Charles-de-Gaulle pour quatre ans, puis il poursuit sa carrière de photographe militaire à l’Établissement de communication et de production audiovisuelle de la Défense (Ecpad).
Dans ce cadre, il participe entre autres à l’opération Serval au Mali et à l’opération Sangaris en République centrafricaine.
Pour sa bravoure au feu pendant l’Opération Serval, il est décoré de la croix de la Valeur militaire en 2013, et de la médaille militaire qui lui est remise dans la cour des Invalides par le président de la République française François Hollande en juin 2015,.
Jérémy Lempin quitte l’armée et l’ECPAD en 2016, au terme d’un contrat de dix ans, pour devenir photographe de presse indépendant et se consacrer principalement à des sujets de société qu’il réalise au long cours.

### Photographe documentaire
De octobre 2013 à mars 2016, il réalise son premier travail documentaire hors armée sur Stéphane médecin urgentiste aux pompiers de paris et qui s’intitule « Le Temps d’une Vie ». Celui sera notamment exposé au Press’tival de Château-Gontier en 2015.
Entre aout 2015 et mai 2017, il réalise un reportage en immersion avec les supporters ultras du Racing club de Lens, intitulé « De Sang et d’Or » qui sera notamment exposé au Louvre Lens.
Entre juin 2017 et mai 2018, il réalise un reportage sur la vie quotidienne des soldats du 2e régiment étranger de parachutistes, basé à Calvi et déployés au Mali, intitulé « Ils pissent vert et rouge  », selon l’expression utilisée par un chef d’État-major pour signifier l’appartenance à la grande famille de la Légion étrangère.
De mars 2017 à avril 2021, il réalise un reportage et un diaporama sonore sur l’état de stress post traumatique des soldats français, intitulé « Aux Armes et Catera ». Ce sujet sera finaliste au prix du film photographique du festival MAP à Toulouse.
En 2021, son reportage « Docteur Peyo et Mister Hassen », qui documente les soins palliatifs effectués par Hassen Bouchakour avec son cheval Peyo surnommé  « Dr Peyo » à l’hôpital de Calais, est distingué par quatre importants prix de photojournalisme : World Press Photo, le Pictures of the Year International Award, le l’Istanbul Photo Award, et le Visa d’or Magazine.
En 2022, il photographie les spectateurs au bord de la route tout au long des 28 étapes du Tour de France, équipé d’appareils photos instantanés.
En 2023, sort son premier livre "Aux Armes et caetera, les blessures de l'âme des soldats français" aux éditions Hemeria.Il publie la même année "Instantanés du Tour de France" en auto-édition.
Jérémy Lempin vit et travaille à Versailles. Il est représenté par l'Atelier/Galerie Taylor pour la vente de ses tirages photos tandis que l'Agence Max PPP s'occupe de ses archives.
Ses photos sont publiées entre autres dans Le Figaro Magazine, VSD, L’Équipe Magazine, Le Parisien Week-end, Management, Capital, Rendez-vous photos, L’Obs, Zadig, Médiapart, The Guardian, Aftenposten, Repubblica, Le Pèlerin.

## Expositions et projections
Liste non exhaustive
- 2016 : « RC Louvre - Mémoires sang et or », Louvre-Lens[23]
- 2017 : « De sang et d’or », Press’tival de l’info, Château-Gontier[24]
- 2019 : « Ils pissent vert et rouge », festival BarrObjectif, Barro[25]
- 2021 : « Docteur Peyo et Mister Hassen », projection au festival Visa pour l’image, Perpignan[16]
- 2021 : « Docteur Peyo et Mister Hassen », Espace culturel de la Galerie des Tanneurs, Lille, du 25 septembre au 24 octobre[26]
- 2023 : « Instantanés du Tour de France », Atelier/Galerie Taylor, Paris, du 8 juin au 15 septembre[17]
- 2023 : « Mémoire vivante de Ham », Centre culturel de Ham, du 7 juillet au 30 septembre 2023[27]
- 2023 : « Instantanés du Tour de France », Promenades Photographiques de Blois, du 30 juin au 30 août 2023
- 2023 : « Les pionniers de l'île d'Eigg », Festival International du Film Insulaire de Groix, du 24 août au 27 août 2023
- 2024: « Instantanés du Tour de France », L'oeil Urbain à Corbeil Essonnes, du 06 avril au 11 mai 2024.
- 2024: « Aux Armes et Caetera », Centre International du Photojournalisme de Perpignan , du 02 mai au 14 juillet 2024.
- 2024: « Aux Armes et Caetera »,Salon de la Photo à Paris du 09 octobre au 13 octobre 2024.

## Prix et récompenses
- 2020 : Coup de cœur Prix ANI/Pixtrakk au festival Visa pour l’image, Perpignan pour « Aux armes et caetera »[28],[29].
- 2021 : World Press Photo, Photo Contest, Contemporary Issues, Singles, 2e prix, pour sa série « Docteur Peyo et Mister Hassen »[5],[13]
- 2021 : Istanbul Photo Award, Story Daily Life 1st Prize, pour sa série « Docteur Peyo et Mister Hassen »[30],[15],[31]
- 2021 : Pictures of the Year International, Award of excellence, pour sa série « Docteur Peyo et Mister Hassen »[14]
- 2021 : Prix « Jean-Luc Monterosso » au festival Transphotographiques, pour sa série « Docteur Peyo et Mister Hassen »[26]
- 2021 : Visa d’or Magazine au festival Visa pour l’Image, pour sa série « Docteur Peyo et Mister Hassen »[16]

- 2025 : Finaliste du 70ème prix Nièpce Gens D'Images considéré comme le "Goncourt" de la photographie.

## Distinctions
- Croix de la Valeur militaire (2013)[7]
- Médaille militaire (2015)[1],[32]